# Edwin Alderman
Edwin Anderson Alderman (* 15. Mai 1861 in Wilmington (North Carolina); † 29. April 1931 in Connellsville, Fayette County (Pennsylvania)) war ein US-amerikanischer Universitätspräsident.

## Leben und Wirken
Er war der Sohn von James Alderman und dessen Ehefrau Susan. Von 1876 bis 1878 wurde er an den Schulen in Wilmington und an der Militärakademie in Bethel auf das College vorbereitet. 1882 schloss er sein Studium an der Universität von North Carolina mit einem Bachelor of Philosophy ab.
Von 1896 bis 1899 war er Präsident der Universität New Orleans und von 1900 bis 1904 Präsident der Tulane-Universität (New Orleans, Louisiana). 1904 übernahm er das Präsidentenamt der Universität Virginia in Charlottesville, Virginia, das er bis zu seinem Tod 1931 ausübte.

## Publikationen (Auswahl)
- Life of William Hooper, Signer of the Declaration of Independence. 1894.
- Short History of North Carolina. 1896